# Церква святого Федора в Алушті
Храм в ім'я Усіх Кримських Святих та святого великомученика Феодора Стратилата — православний храм в Алушті в Криму. Прихід храму належить до Алуштинського благочиння Сімферопольської та Кримської єпархії Української православної церкви Російської православної церкви. Побудований у 1842 році за вказівкою графа Михайла Воронцова за проектом архітектора Георгія Торічеллі. Пам'ятка архітектури та історії. Настоятелем храму був митрополит Сімферопольський та Кримський Лазар (Швець).
Храм входить до списку об'єктів культурної спадщини, розташованих на території Криму.

## Історія

### Проєкт та зведення

Феодор Стратилат у житії. Ікона з Федорівського собору Федорівського монастиря у Переславлі-Заліському, XVI ст.

На початку 1830-х років граф Михайло Воронцов дав вказівку побудувати у низці населених пунктів південного берега Криму нові православні храми, оскільки існуючі середньовічні не могли вмістити віруючих. Створити проект для Алушти він доручив одеському архітектору Георгію Торічеллі, який уже зарекомендував себе як храмовий архітектор вдалим проектом в Ялті (його будівництво та освячення було завершено до 1837 року). Близький за стилістикою проект для Алушти затверджений Миколою I 1833 року після конкурсу. Виробляти роботи з будівництва церкви взявся Карл Томазіні, — керченський купець I гільдії, який мав раніше великі підряди з споруд будівель і церков у губерніях Новоросійського краю з братом Іваном. Вартість будівництва становила 44 701 рубль. Питання, в ім'я якого святого чи православного свята церкву буде названо, серйозно обговорювалося організаторами: Воронцовим, священнослужителями та парафіянами.
Було прийнято рішення назвати церкву також, як храм 1459 року, що не зберігся, на околицях Алушти в фортеці Фуна і храм XV століття в печерному монастирі князівства Феодоро (Челтер-Коба), в ім'я великомученика Феодора Стратилата. Церква була закладена 1 жовтня 1837 року. Феодор Стратилат був воєначальником у Гераклеї, поєднуючи військову службу з проповіддю Євангелія серед язичників, багато з яких після цього прийняли християнство. Він розбив язичницьких ідолів, зібраних з усього міста. Після цього за наказом імператора Лікінія зазнав жорстоких тортур і був страчений у лютому 319 року.
Будівництво храму вів зодчий Я. Колодін під наглядом архітекторів Карла Ешлімана та С. Дево. Храм, збудований у псевдоготичному стилі, нагадував сільські церкви в Англії. Торічеллі використовував у проекті архітектурні елементи, характерні і для готичних костелів: щипцеве завершення бічних прибудов, чотирикутна в плані дзвіниця з пірамідальним шатровим завершенням, стрілчаста форма віконних і дверних отворів, кольорові вітражі, які не характерні для православ'я. Проект виконаний у спільному стилі з храмом Святителя Іоанна Золотоуста в Ялті та Преображенською церквою у Мошнах. У 1841 році за кресленнями губернського архітектора С. Діво церква була обнесена металевою огорожею на кам'яних стовпах. Путівник кінця XIX століття зазначав, що «головну прикрасу Алушти складає красива православна церква із дзвіницею у готичному стилі».

### Освячення храму, церковне життя у XIX— на початку XX століття

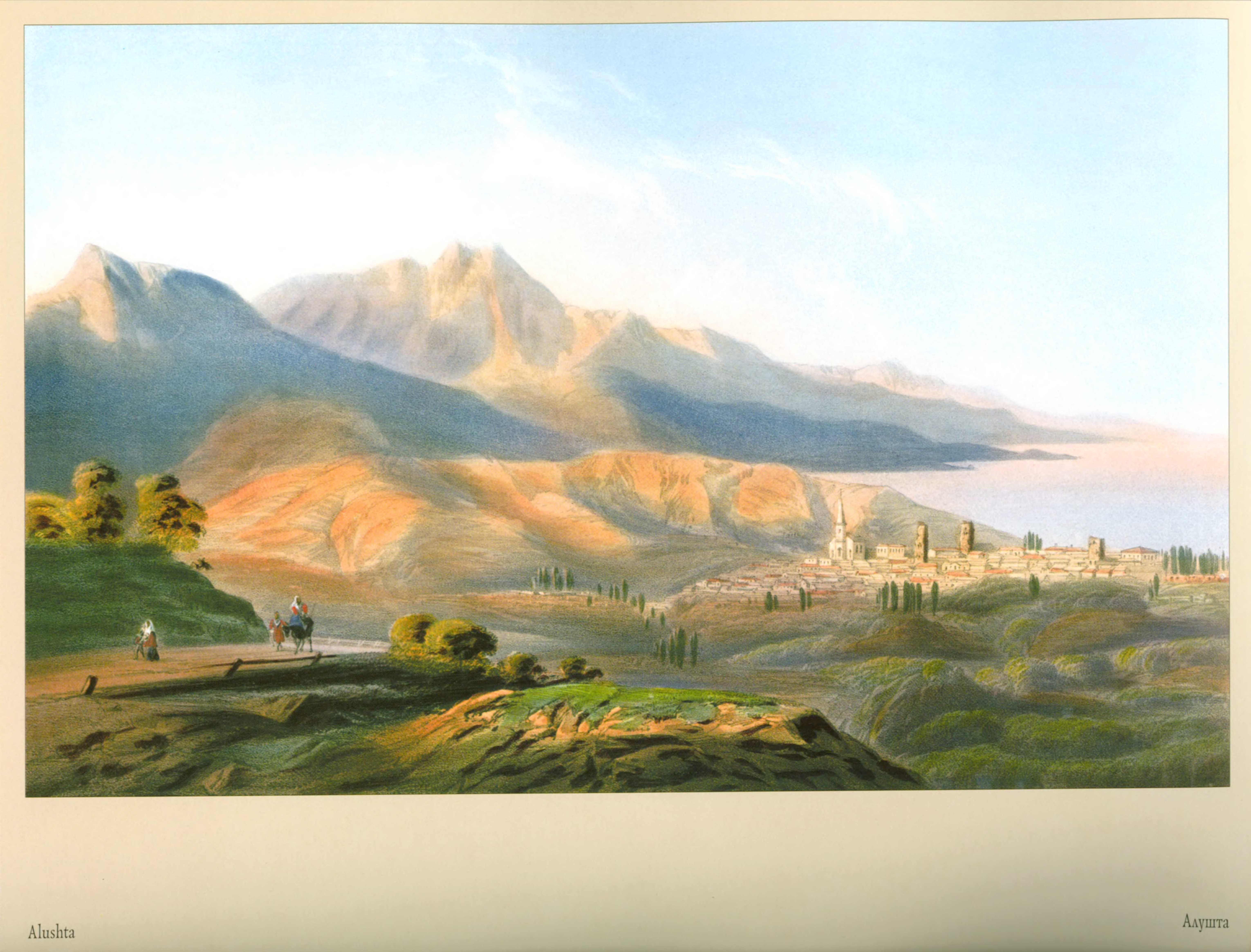
Алушта. Карло Боссолі. З альбому «Пейзажі та пам'ятки Криму», Лист 29 (1856). Храм Феодора Стратилата на центральному пагорбі, ліворуч від генуезьких веж.

10 жовтня 1842 року Таврійський губернатор Матвій Муромцев доповів графу Михайлу Воронцову: «Церква в м. Алушта в ім'я святого великомученика Феодора Стратилата будівництвом абсолютно закінчена…». Храм був освячений 30 листопада 1842 року ялтинським протоієреєм Олександром Сорокіним і благочинним священиком Андрієм Накропіним. Першим настоятелем став отець Михайло Родіонов. Храм побудований на кошти скарбниці, додатково на церковне начиння було виділено 3316 рублів 55 копійок. Для служіння написано було 20 святкових ікон «на дошках квадратно в пів аршина». Іконостас із липового дерева встановлено на кошти міщанина Чернігівської губернії Пантелеймона Бочарова за кресленням Г. І. Торрічеллі. Великим жертводавцем пізніше був промисловець і меценат М. Д. Стахеєв.
1886 року з благословення Іоанна Кронштадтського при храмі було відкрито церковно-парафіяльну школу, в якій навчалися діти з малозабезпечених сімей.
1902 року Алушта отримала статус міста, у неї з'являється курортне населення, і поряд з Космо-Дам'янівським монастирем храм став місцевою пам'яткою.
1909 року було зведено кам'яну каплицю. Вона була освячена в ім'я великомучеників Інни, Пінни і Римми, ранніх християн-готів, у традиції учнів Андрія Первозванного. На думку Євгена Голубинського, мученики постраждали в Криму, а місто Аліск, куди перенесли їхні мощі, воно ототожнює із сучасною Алуштою. В даний час зв'язок цих святих з Андрієм Первозванним вважається анахронізмом, оскільки християнство у готів відоме тільки з IV століття. На початку будівництва було закладено мідну пам'ятну табличку. За радянських часів каплиця була знесена, відновлена у 1989 році. У 1920-х роках будівля зазнала низки змін: до вівтарної частини було прибудовано ризницю та паламарню, зведено новий престол. Кошти на реконструкцію було зібрано батьком Петром Сербіновим. Храм був знову освячений 6 вересня 1920 архієпископом Таврійським і Сімферопольським Димитрієм (Абашидзе).

### Репресії проти священнослужителів храму
У роки гонінь та репресій постраждали багато священнослужителів храму. Петро Сербінов народився 1869 року у Керчі у ній настоятеля Керченського собору. Навчався у Таврійській семінарії, а 1891 року закінчив Київську духовну академію. У 1893—1899 роках — священнослужитель Керченського собору, у 1899—1902 роках — помічник настоятеля Золотоустівського собору в Ялті, в 1902—1906 роках — настоятель Олександро-Невського собору, з березня 1906 року по 1906 рік. Отець Петро Сербінов чотири рази був заарештований: у 1921 двічі, 1927, 1929 роках, але через клопотання парафіян спочатку виходив на волю. Постановою Особливої Наради при Колегії ОГПУ від 29 березня 1929 року Петро Сербінов, як «антирадянський елемент, що постійно будує релігійну масу проти Совласти», був висланий за межі Криму у віддалені райони строком на 3 роки, де і помер.
У 1905—1932 роках Никандр Сакун служив у церкві Феодора Стратилата в Алушті (співучим, псаломником, з 1909 року дияконом), у 1932—1936 роках — у селі Марфівка Маяк-Салинського району, з 14 жовтня. 13 липня 1937 року, у розпал Великого терору, другого священика Феодосійської грецької церкви Никандра Сакуна було заарештовано органами НКВС. Висунуте звинувачення: «веде контрреволюційну пропаганду серед населення і є учасником контрреволюційної церковної групи», шпигунство на користь Греції. 19 лютого 1938 року 60-річного Н. Сакуна було засуджено до вищої міри покарання. Вирок виконано 2 квітня 1938 року.
8 лютого 1938 року настоятель алуштинського храму отець Тимвофій Ізотов був заарештований, на допитах відмовився визнати себе винним. 15 лютого 1938 року трійка НКВС засудила до розстрілу Тимофія Ізотова та голову церковної двадцятки Гавриїла Олексійовича Пасевича. Тимофій Ізотов розстріляний у Сімферополі та похований у загальній могилі. Вшановується як священномученик, зарахований до лику місцевошановних святих, день поминання 21 лютого.

### Закриття храму
Влада закривала храм у 1936 і 1938 року з формальної причини — зниження церковної громади до менш ніж 20 членів (це досягалося шляхом тиску на віруючих, а 1938 року прямим арештом частини парафіян у справі О. Ізотова). Після окупації Алушти німецькими військами 1941 року богослужіння відновилися і не припинялися після поверення радянської влади до Криму 1944 року. На Севастопольському процесі проти військових злочинців серед свідків виступав у тому числі і священник церкви П. А. Клягін.
Храм був вдруге закритий 1964 року. Його передали тресту «Ялтакурортбуд», у приміщенні відкрився клуб «Будівельник». Після кількох перебудов храм втратив своє первісне обличчя. Дзвіниця була знесена, на її місці було влаштовано скляний павільйон для танців.

### Відновлення храму та приходу
З 1980-х років родина Коробченка, Ганна та Сергій, клопотали перед владою у Криму та Москві про відновлення храму, яке розпочалося 1989 року.
4 грудня 1989 року, на свято Введення в храм Пресвятої Богородиці, настоятелем церкви Михайлом Халюто († 2014) у храмі, що відроджується, була здійснена перша літургія. Відновлену церкву вдруге освятили в ім'я Усіх Кримських святих (28 грудня) і Феодора Стратілата.
Проект відновлення виконано київським архітектором Л. Абдрахімовим. Він не повертався до точного вихідного проекту. Були додані раніше відсутні куполи, нова дзвіниця суттєво вища за колишню. Головні двері прикрашені різьбленням, довгий перехід із високими стрілчастими вікнами по обох стінах веде до неф. Історична частина будівлі, що збереглася, у плані є квадратом. Кути покрівлі, так само, як і біля дзвіниці, прикрашають тонкі вежі, яких не було в проекті Торічеллі. Світловий барабан не традиційно багатогранний чи круглий, а квадратний. З кожного боку барабана три стрілчасті світлові вікна. Головний купол цибулинної форми вінчає хрест. Зовнішні стіни виконані у світло-сірих тонах. Фасад прикрашений мозаїчною іконою св. Феодора Стратилата (художники С. Маркін та О. Губський). Стеля притвора прикрашена фрескою «Покров Пресвятої Богородиці». Над центральним входом на місці знесеної споруджено триярусну дзвіницю.

У 1995 році фахівцями науково-виробничої фірми «Кримавіамонтаж» (виконували висотні роботи під час реставрації кількох кримських храмів) та авіаційного підприємства «Заводське» гелікоптером були встановлені на 23-метровій дзвіниці купол, цибулина та хрест.

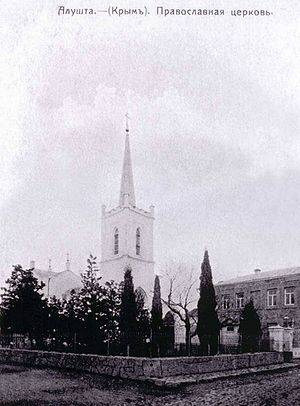
Вид церкви на початку XX ст.
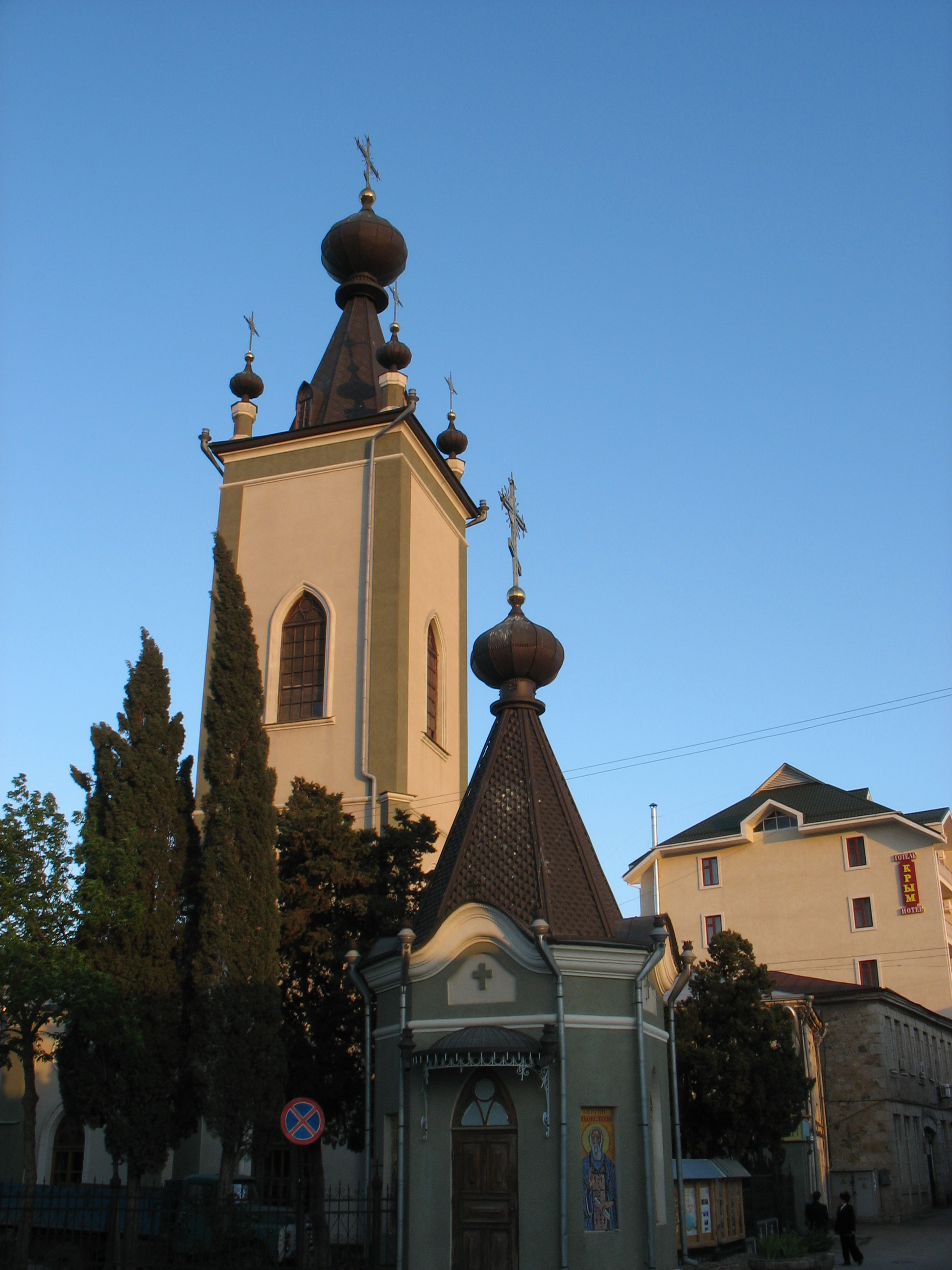
Дзвіниця та каплиця
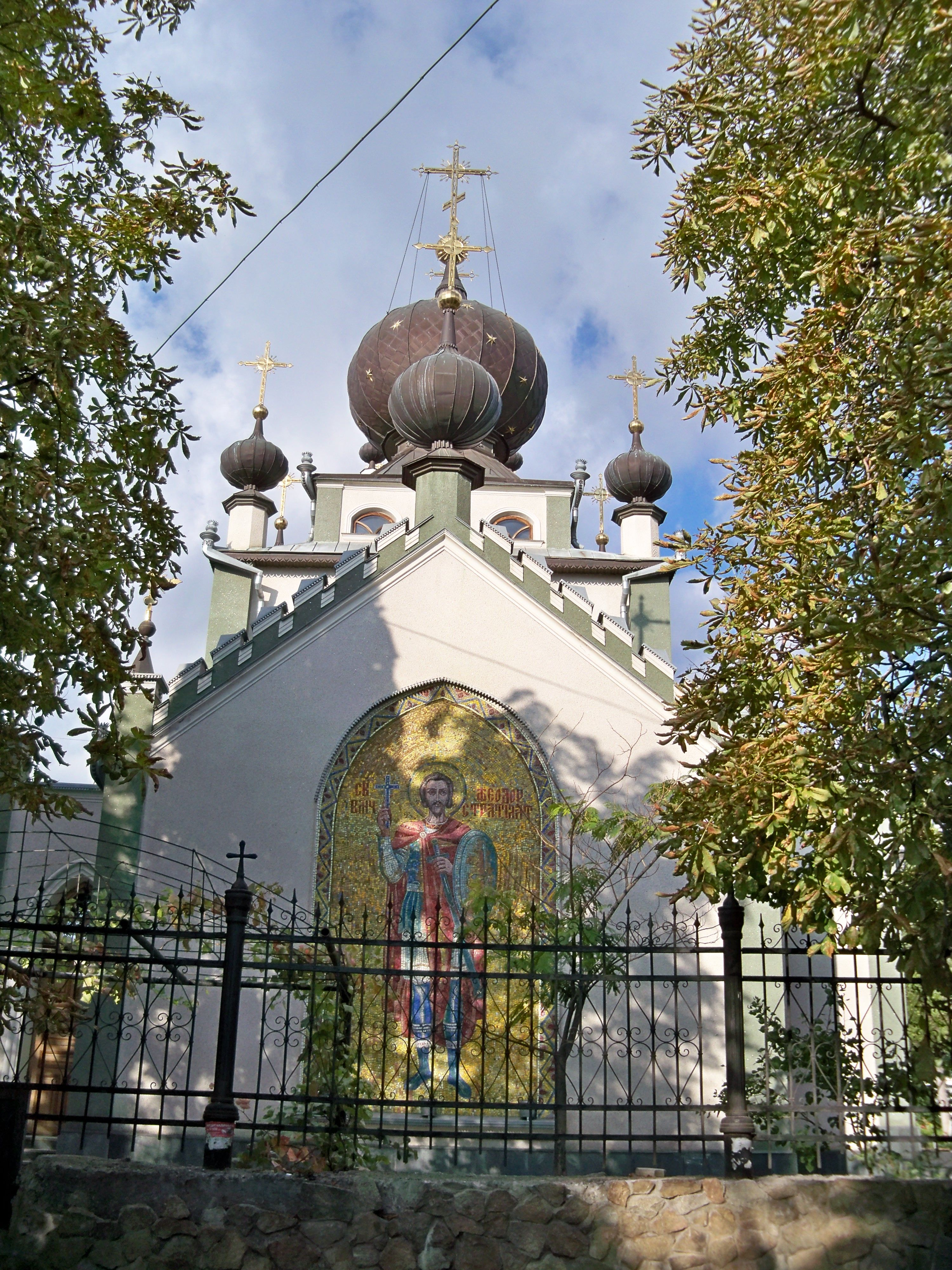
Східний фасад
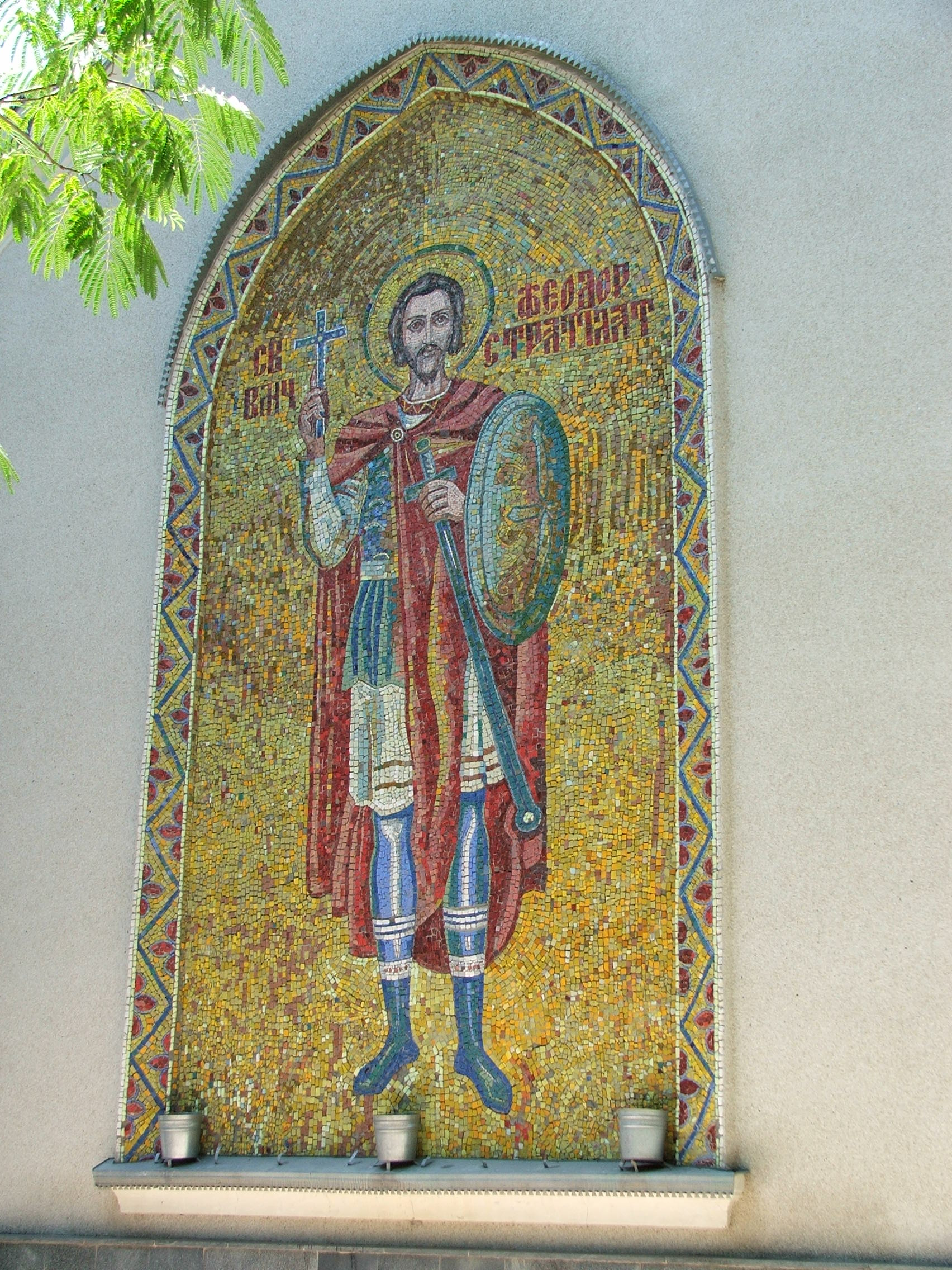
Мозаїка Феодора Стратілата. ХудожникиС. МаркинтаА. Губский
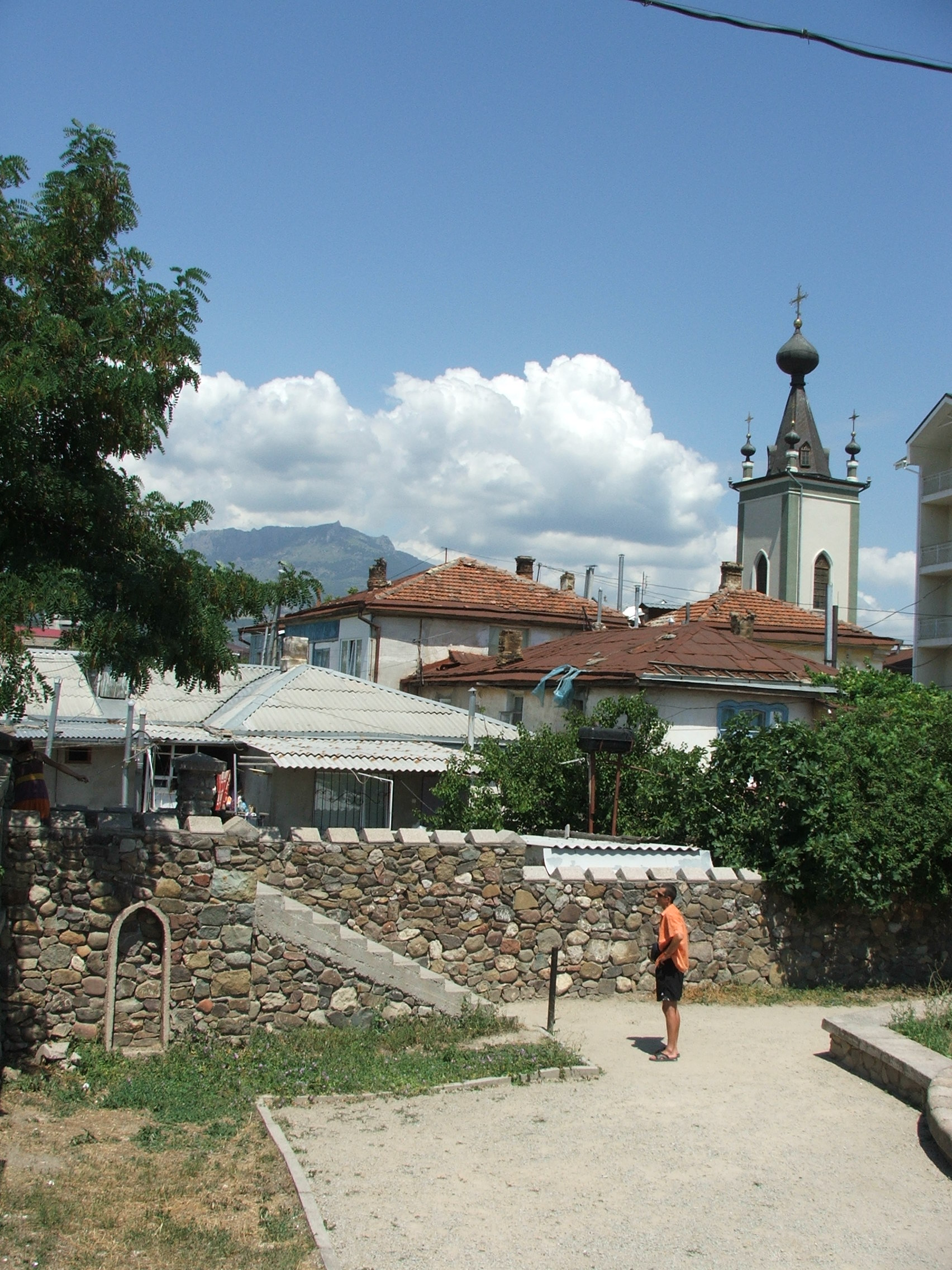
Вид на храм з міста, на задньому плані гора Демерджі

## Життя приходу
У день свята 28 грудня виноситься ікона «Собор святих і подвижників благочестивих у землі Таврійській, що просіяли», створена протоієреєм Олексієм Медведєвим та іконописцем Віктором Бліновим у 1989 році. У 1992 році відроджено традицію морських Хрещенських купалень. Для парафіян храму шиються спеціальні сорочки. У Хрещення віруючі йдуть до берега із запаленими свічками, співають псалми і о 12 годині здійснюють обмивання в Чорному морі.
Храм входить до об'єктів православних паломництв по Криму.

## У мистецтві
Храм зображений на вигляді Алушти в альбомі Карло Боссолі 1856 року «Пейзажі та визначні пам'ятки Криму в малюнках Карло Боссолі», який багаторазово перевидувався. Вигляд у стилі романтизму дає уявлення про час, коли дзвіниця храму була міською архітектурною домінантою.

Настоятель храму Феодора Стратилата та його доля згадується в одній із книг про червоний терор у Криму «Сонце мертвих» (1923) письменника І. С. Шмельова, який жив в Алушті в 1918—1922 роках і був свідком подій. Священник о. Сербінов (без згадки імені, це могло призвести до нового арешту) описується в монолозі рибалки Павла (глава «Чатир-Даг дихає»):
«Попа нашого двічі забирали, до Ялти возили! Вже ми ручательство подавали! Нам без попа не можна, в море ходимо! Піду, сили моєї не стало… на Одесу подамся, а там — до румунів… А що народу погубили! Які у Врангеля були за мобілізацією солдати, роздягнули до гульчиків, роззули, голими погнали через гори! Плакали ми, як збили їх на базарі… хто в ковдрочці, хто зовсім тремтить в одній сорочці, без спіднього… як над людьми знущалися! У підвалах морили… потім, кого розстріляли, кого куди… не дошукаються. А всіх, хто в міліції служив із хліба, прості ж солдатики… всіх до єдиного розстріляли! Скільки-то тисяч. І все цей проклятий… Бела Кун, а в нього коханка була, секретарка, Землячка прозивається, а справжнє прізвище невідоме… ось звір, стерво!»